# توماس دريشر
توماس دريشر (بالألمانية: Thomas Drescher)‏ (24 نوفمبر 1978 في ألمانيا - ) هو لاعب كرة قدم ألماني في مركز الدفاع. لعب مع نادي كايزرسلاوترن وSV Wacker Burghausen ‏ و1. FC Eschborn ‏ واينتراخت ترير 05 ‏ ونادي إلفرسبيرغ وKSV Klein-Karben ‏.

## وصلات خارجية
- توماس دريشر على موقع قاعدة بيانات كرة القدم.إي يو (الإنجليزية)
- توماس دريشر على موقع بيانات كرة القدم. دي إي (الألمانية)
- توماس دريشر على موقع عالم كرة القدم.نت (الإنجليزية)